# 岸本調和
岸本 調和（きしもと ちょうわ、1638年（寛永15年）- 1715年11月12日（正徳5年10月17日））は、江戸時代前期に活躍した俳人である。別号に士斎、壺瓢軒がある。名は友正、通称は猪右衛門。

## 経歴・人物
陸奥の岩代（現在の福島県）に生まれる。幼年期より荻田安静の門人となり、30歳頃に江戸に出る。その後は芝や日本橋、浅草等の江戸の津々浦々に住み、後に石田未得の門人となった。また当時磐城平藩の藩主を務めた内藤義概（風虎）との親交もあり、彼が開いた文学サロンの一員ともなった。
その後は俳諧をよくし大名や旗本を中心に多くの門人を輩出する。しかし当時松尾芭蕉が詠んだ俳諧の作風の台頭によって調和の作風は衰退し、晩年は加点俳諧に専心して前句付点者に転向した。またこの頃に活躍した立羽不角らと共に宝永・正徳期における代表的な俳人となった。

## 主な著作物

### 主著
- 『富士石』 - 俳諧撰集[1][2]、1679年（延宝7年）刊行[2][3]。
- 『洗朱』

### その他の著書
- 『相槌』
- 『金剛砂』
- 『題林一句』
- 『ひとつ星』
- 『風月の童』
- 『十の指』